# 1. deild 1984 (Islanda)
La 1. deild 1984 fu la 73ª edizione della massima serie del campionato di calcio islandese disputata tra il 17 maggio e il 16 settembre 1984 e conclusa con la vittoria del ÍA, al suo dodicesimo titolo e secondo consecutivo.
Capocannoniere del torneo fu Guðmunður Steinsson (Fram) con 10 reti.

## Formula
Come nella stagione precedente le squadre partecipanti furono dieci e si incontrarono in un turno di andata e ritorno per un totale di diciotto partite.
Le ultime due classificate retrocedettero in 2. deild karla.
Le squadre qualificate alle coppe europee furono tre: i campioni alla Coppa dei Campioni 1985-1986, la seconda alla Coppa UEFA 1985-1986 e i vincitori della coppa nazionale alla Coppa delle Coppe 1985-1986.

## Squadre partecipanti
| Club       | Città     | Stadio | Posizione 1983     |
| ---------- | --------- | ------ | ------------------ |
| Fram       | Reykjavík |        | 2. deild           |
| Keflavík   | Keflavík  |        | 8°                 |
| Valur      | Reykjavík |        | 5°                 |
| KR         | Reykjavík |        | 2°                 |
| Breiðablik | Kópavogur |        | 3°                 |
| Þór        | Akureyri  |        | 4°                 |
| ÍA         | Akranes   |        | Campione d'Islanda |
| Víkingur   | Reykjavík |        | 7°                 |
| KA         | Akureyri  |        | 2. deild           |
| Þróttur    | Reykjavík |        | 6°                 |

## Classifica finale
|                    | Pos. | Squadra    | Pt | G  | V  | N | P  | GF | GS | DR  |
| ------------------ | ---- | ---------- | -- | -- | -- | - | -- | -- | -- | --- |
| Islanda (bandiera) | 1.   | ÍA         | 38 | 18 | 12 | 2 | 4  | 33 | 18 | +15 |
|                    | 2.   | Valur      | 28 | 18 | 7  | 7 | 4  | 24 | 16 | +8  |
|                    | 3.   | Keflavík   | 27 | 18 | 8  | 3 | 7  | 19 | 22 | -3  |
|                    | 4.   | KR         | 25 | 18 | 6  | 7 | 5  | 20 | 23 | -3  |
|                    | 5.   | Víkingur   | 24 | 18 | 6  | 6 | 6  | 29 | 28 | +1  |
|                    | 6.   | Fram       | 22 | 18 | 6  | 4 | 8  | 23 | 22 | +1  |
|                    | 7.   | Þór        | 22 | 18 | 6  | 4 | 8  | 25 | 25 | +0  |
|                    | 8.   | Þróttur    | 22 | 18 | 5  | 7 | 6  | 19 | 19 | +0  |
|                    | 9.   | Breiðablik | 20 | 18 | 4  | 8 | 6  | 17 | 20 | -3  |
|                    | 10.  | KA         | 16 | 18 | 4  | 4 | 10 | 23 | 39 | -16 |

Legenda:
      Campione d'Islanda e ammesso alla Coppa dei Campioni
      Ammesso alla Coppa delle Coppe
      Ammesso alla Coppa UEFA
      Retrocesso in 2. deild karla
Note:
Due punti a vittoria, uno a pareggio, zero a sconfitta.

### Verdetti
- ÍA Campione d'Islanda 1984 e qualificato alla Coppa dei Campioni
- Valur qualificato alla Coppa UEFA
- Fram qualificato alla Coppa delle Coppe
- Breiðablik e KA retrocesse in 2. deild karla.